# Задніпряний Олександр Миколайович
Олекса́ндр Микола́йович Задніпря́ний (нар. 10 січня 1979 — 31 серпня 2014) — старший сержант Збройних сил України, учасник російсько-української війни.

## Короткий життєпис
Народився 1979 року в селі Верблюжка (Новгородківський район, Кіровоградська область). Закінчив Верблюзьку неповну середню школу, Новгородківське ПТУ № 36. Після служби в рядах ЗСУ вернувся до Верблюжки, влаштувався працювати у Верблюзьку МТС, де довгий час працював і його батько — трактористом.
В часі війни — майстер майстерні ремонтного взводу, 93-тя Дніпропетровська окрема механізована бригада.
Брав участь у боях за Піски.
Загинув 31 серпня 2014 року під час виконання бойового завдання в районі села Піски, Ясинуватський район, Донецька область.
Залишились батьки, дружина, донька Дарія 2001 р.н.
Похований в селі Верблюжка.

## Нагороди та вшанування
За особисту мужність і героїзм, виявлені у захисті державного суверенітету та територіальної цілісності України, вірність військовій присязі під час російсько-української війни, відзначений — нагороджений
- 22 вересня 2015 року — орденом «За мужність» III ступеня (посмертно)[1]
- рішенням сесії депутатів сільської ради Верблюжки вулиця ім. Фрунзе перейменована на вулицю Задніпряного
- Його портрет розміщений на меморіалі «Стіна пам'яті полеглих за Україну» у Києві: секція 4, ряд 5, місце 2
- Вшановується 31 серпня на щоденному ранковому церемоніалі вшанування українських захисників, які загинули цього дня у різні роки внаслідок російської збройної агресії[2]